# Autochloris almon
Autochloris almon är en fjärilsart som beskrevs av Pieter Cramer 1779. Autochloris almon ingår i släktet Autochloris och familjen björnspinnare. Inga underarter finns listade i Catalogue of Life.

## Bildgalleri

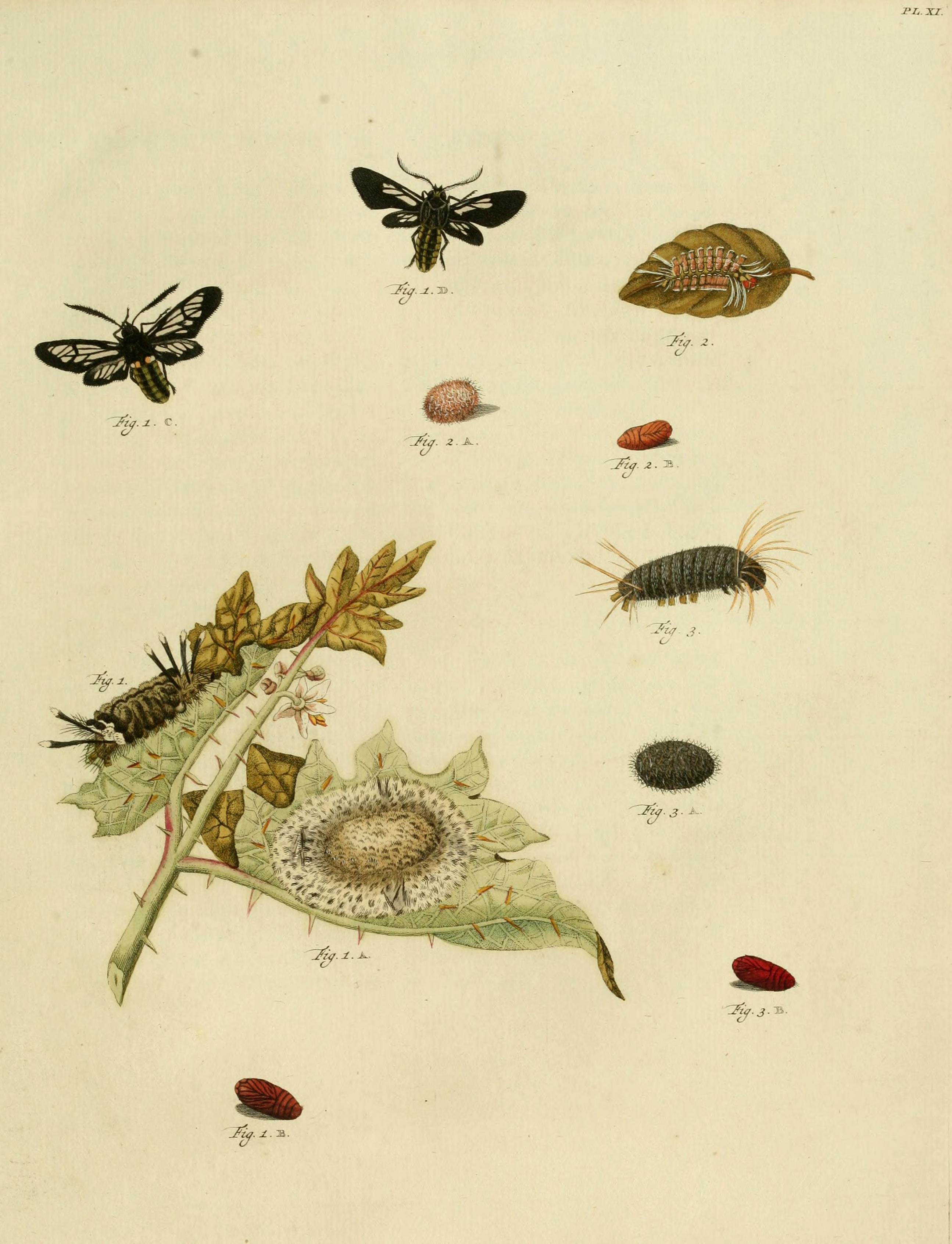
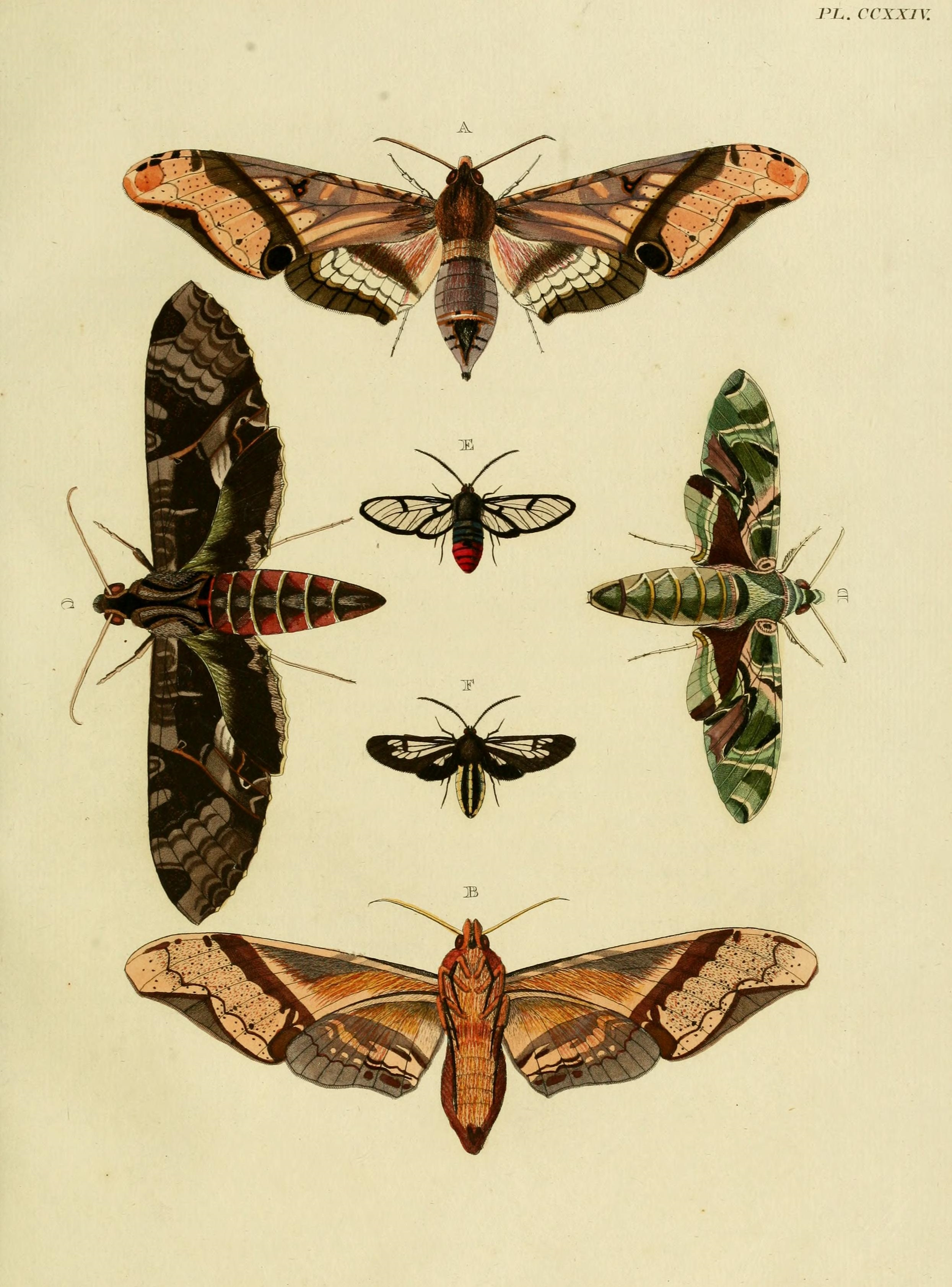